# Felmayer István (1813–1888)
Idősebb Felmayer István (Szeged, 1813. augusztus 16. – Székesfehérvár, 1888. november 14.) a székesfehérvári „Felmayer István és fiai“ kékfestőgyár tulajdonosa, alapítója.

## Élete
Atyja, a római katolikus polgári származású idősebb Felmayer Antal, szegedi szűr-szabó mester, anyja, Somogi Terézia volt. Idősebb Felmayer Antalt a szegénysorsú szülei a piarista gimnáziumba járatták, azonban az 1813. évi nagy tűzvész a családot olyan nyomorúságba taszította, hogy a VI. osztály után nem tanulhatott tovább. Felmayer István bátyja, ifjabb Felmayer Antal eleinte festőinasnak ment, és az egyébként teljesen ismeretlen Egedi mesternél szabadult fel. Ezután ifjabb Felmayer Antal Németországban és Franciaországban vándorolt, és több évig Elzászban dolgozott. Hazatérve Szegedre, műhelyét szegényes körülmények között a felsővárosi Kistisza partján, 1824-ben nyitotta meg. Műhelyének gyárüzemmé való fejlődését állítólag a pesti árvíznek (1838) köszönheti. A kárvallott fővárosi kereskedők ugyanis megmentett raktárukat potom áron erőszakolták rá.
A fiatal Felmayer István egy ideig bátyjánál, ifjabb Felmayer Antalnál (1798–1873) dolgozott Szegeden a kékfestő üzemében. Idősebb Felmayer István sógornője, ifjabb Felmayer Antalné nemes Kiss Viktória (1807–1882) asszony, akinek a fivére nemes Kiss Károly (1793–1866) katonatiszt, hadtudós, hadtörténész, költő volt. Felmayer István 1845-ben Székesfehérváron telepedett meg és kékfestő műhelyt nyitva, egy munkást alkalmazott. Szerény műhelyében hű társa volt neje Mutz Juliánna, aki a szerető férje kis boltjában nagy odaadással igyekezett a terheket megosztani bolt vezetőként. 1852-ben a kis kézműves telepet tulajdonosa már
megkezdte gyári alapra fektetni. A sikeres, kíváló termékek gyártója, Felmayer István, 1861-ben már megnagyobbította az üzemét, és 1865-ben gőzerőre rendezte be vállalatát. Az általa alapított cég a „Felmayer István és fiai“ nevet viselte. Ezután a gyár terjedelemben sokat nyert, amikor újabb telkek és épületek beszerzése után gazdagodott. Az 1879. évi székesfehérvári országos kiállítás alatt egy külön pavillonban mutatta be a kékfestő ipar rendkívüli haladását és fejlettségét. E kiállítás alkalmával a hazai ipar sok kitűnősége ragadta meg az alkalmat, hogy a híres Felmayer-féle gyárat megtekintse és idősebb Feldmaver István a legszívesebb előzékenységgel kalauzolta vendégeit a nagyterjedelmű gyártelepen. A sikeres gyár több országba szállították a székesfehérvári kékfestői termékeket. 1887-ben a hivatalnoki személyzeten kívül kétszáz munkásnak adó állást a vállalat. Fióktelepe volt Budapesten és bizományosa Bécsben. 1890-től, id. Felmayer István halálától kezdve két fia, István és Károly vezette tovább a gyárat. Ezután bővítették kétemeletessé a főtéren levő lakóházukat, irodával, üzlettel és hajtogatóüzemmel. Ezzel a század végére a gyártás már olyan méreteket öltött, hogy Kelet-Indiában földeket béreltek és maguk termesztették az indigót. Kalkuttában is képviselete volt a cégnek.

## Házassága és gyermekei
1845. június 8.-án a székesfehérvároi római katolikus plébánián feleségül vette Mutz Juliannát (1815–Székesfehérvár, 1883. május 23.), Sáfrán József özvegyét. Felmayer István és Mutz Julianna frigyéből született:
- Felmayer Emília Terézia (Székesfehérvár, 1846. március 26.–Székesfehérvár, 1920. január 29.). Férje: Karl József (1835.–Székesfehérvár, 1906. július 3.), kereskedő, a Karl József és Fia fűszer gyarmatáru, déligyümölcs és szesz nagykereskedő tulajdonosa.
- ifjabb Felmayer István (Székesfehérvár, 1849. augusztus 29.–Székesfehérvár, 1894. március 4.). Felesége: Topits Mária Anna Klára (Pest, 1857. január 26.–Budapest, 1937. március 13.), a székesfehérvári „Jótékony Nőegylet“ alelnöke.[10][11]
- nemes Felmayer Károly Ferdinánd (Székesfehérvár, 1853. szeptember 12.–Székesfehérvár, 1897. március 18.), kékfestőgyáros, székesfehérvári városi bizottsági tag, a fejérmegyei takarékpénztár igazgatója. 1894. szeptember 15.-én nemességet szerzett Ferenc József magyar királytól.[12] Felesége: Havranek Erzsébet (Székesfehérvár, 1863. szeptember 15.–Budapest, 1937. augusztus 30.; 2.f. Karl István József)
- Felmayer Lujza (Székesfehérvár, 1851. március 8.–Székesfehérvár, 1933. december 29.).[13] Férje: Lichtneckert Antal, fűszerkereskedő.
- Felmayer Ida Viktória (Székesfehérvár, 1856. március 20.–Budapest, I. kerület, 1933. január 4.). Férje: Kukovszky József.
- Felmayer Gizella Valéria (Székesfehérvár, 1857. december 16.–Budapest, I. kerület, 1935. március 11.). Férje: Rigler József Ede (Barcs, 1848. március 5.–Edlach, Ausztria, 1909. június 15.), a "Rigler József papírneműgyár részvénytársaság" megalapítója, vezérigazgatója, kereskedelmi tanácsos, a Ferenc József-rend lovagja.[14]
- Felmayer Vilma Ottilia (Székesfehérvár, 1860. január 7.–Budapest, 1940. szeptember 3.). Férje: Topits Alajos József (Pest, 1855. március 30. –Budapest, 1926. október 9.), a császári és királyi udvari szállító „Topits József fia” nevű Első Magyar gőztésztagyár tulajdonosa, az Országos Ipar Tanács tagja, Országos Iparegyesület Igazgatóságának a tagja, Budapest főváros törvényhatósági bizottsága tagja, a Ferenc József-rend lovagja.[15]